# Jeremy Wafer
Jeremy Wafer (né à Durban en 1953) est un sculpteur et graveur sud-africain.

## Biographie
Jeremy Wafer naît à Durban, en Afrique du Sud, en 1953. Selon son biographie Loa Frost, il a « grandi dans une ferme de KwaZulu-Natal dans les années 1960, exposé à la matérialité des objets, et en conséquence, au pouvoir métaphorique des matériaux. »
Il explore ainsi les thématiques de la terre, des frontières, du territoire, de la propriété et de l'identité, matérialisant cela avec des installations artistiques et de la photographie aérienne, principalement,.
Il obtient une licence en arts plastiques de l'université du KwaZulu-Natal en 1979 et un DEA en arts plastiques à l'université du Witwatersrand en 1987,.
Il dirige le département des beaux-arts de la Technikon Natal (en) (université de technologie de Durban) de 1982 à 2004, où il enseigne et dirige le département des beaux-arts et d'histoire de l'art de l'université du Witwatersrand,.
Il reçoit en 2004 le Brett Kebbel Art Award, et ses œuvres sont conservées dans des collections permanentes de musées tels que le musée national d'art africain, le Smithsonian Institute (Washington DC), la Iziko South African National Gallery (en) (Cape Town) et à la Johannesburg Art Gallery.

## Œuvre
Jeremy Wafer est défini comme sculpteur et graveur.
Il a co-conçu le monument Mur de l'espoir sur le sida (avec Georgia Sarkin), dédié à la mémoire de Gugu Dlamini (en), à Durban.
Représenté par la Goodman Gallery à Durban, il a notamment exposé à Paris, à la Cité internationale des arts,.